# Max Hirsch
Pour les articles homonymes, voir Hirsch.
Max Hirsch (né le 30 décembre 1832 à Halberstadt - mort le 26 juin 1905 à Bad Homburg vor der Höhe) est un éditeur, homme politique et écrivain allemand.
Président de la Deutsche Friedensgesellschaft, Hirsch est engagé dans le mouvement pacifiste allemand, notamment au sein de l'Union interparlementaire.

## Œuvres
- Die hauptsächlichen Streitfragen der Arbeiterbewegung. 1886
- Die Arbeiterfrage und die deutschen Gewerkvereine. Fs. zum 25jährigen Jubiläum der Deutscher Gewerkvereine (Hirsch-Duncker). 1893
- Volkshochschulen. Ihre Ziele, Organisation, Entwicklung, Propaganda. 1901.